# Caravan Palace
Caravan Palace é uma banda de electro swing criada em Paris. As influências da banda incluem Django Reinhardt, Vitalic, Lionel Hampton, e Daft Punk. A banda lançou seu primeiro álbum de estúdio, Caravan Palace, pela gravadora Wagram em outubro de 2008. O disco foi lançado na Suíça, Bélgica e França, onde atingiu a posição máxima de número 11.

## História
A banda se formou como um trio quando eles foram recrutados para compor uma trilha sonora de um filme adulto mudo. Loïc Barrouk se interessou pelo projeto e reservou para a banda um estúdio de gravação e uma série de shows. Foram necessários mais artistas para os concertos ao vivo e os outros três membros atuais da banda foram encontrados após uma busca no MySpace.
Eles se tornaram popular na internet após lançar uma série de demos e singles promocionais. De 2006 até 2007 eles gastaram um ano fazendo turnê pela França, e sua primeira aparição em um festival veio no Django Reinhardt Jazz Festival em 2007. Após este surgimento, o grupo foi teve contrato assinado pela gravadora com sede em Paris Wagram Music. Eles passaram o ano seguinte gravando material para seu álbum de estréia em estúdio.
Em 20 de outubro de 2008 o álbum de mesmo título da banda Caravan Palace foi lançado, precedido pelo single "Jolie Coquine", O álbum recebeu elogios por suas inclinações ao Jazz e foi colocado em várias paradas de álbuns europeus. Na Suiça, o álbum alcançou uma posição de 72 e na Bélgica alcançou uma posição de 42. O álbum teve melhor desempenho na França, país originário da banda, onde alcançou uma posição de pico de 11 em agosto de 2009, e se manteve nas paradas musicais francesas por 68 semanas consecutivas. A banda lançou seu segundo single oficial, "Suzy", em 24 de Fevereiro de 2009.
Em 3 de Outubro de 2011, lançaram um extended play (EP) titulado Clash, com duas novas canções e quatro remixes delas. O segundo álbum da banda, Panic, foi lançado em 5 de Março de 2012
Em 2014, a banda remixou o single de Drake Bell "Bitchcraft".
Eles lançaram o single "Comics", em 22 de Junho de 2015, e seu segundo single "Lone Digger" em 18 de Setembro de 2015.

## Discografia

### Álbuns de estudio
| Álbuns         | Detalhes                                                                                    | Posições | Posições | Posições | Posições | Posições | Posições |
| Álbuns         | Detalhes                                                                                    | FRA      | BEL      | SWI      | UK       | UK Dance | US Dance |
| -------------- | ------------------------------------------------------------------------------------------- | -------- | -------- | -------- | -------- | -------- | -------- |
| Caravan Palace | - Lançou em: 20 de Outubro de 2008 - Formatos: CD, digital download, LP - Gravadora: Wagram | 11       | 42       | 72       | -        | -        | -        |
| Panic          | - Lançou em: 5 de Março de 2012 - Formatos: CD, digital download, LP - Gravadora: Wagram    | 20       | 74       | 43       | 97       | -        | -        |
| <\|°_°\|>      | - Lançou em: 16 de Outubro de 2015 - Formatos: CD, digital download, LP - Gravadora: Wagram | 51       | 101      | 57       | 64       | 6        | 3        |
| Chronologic    | - Lançou em: 30 de Agosto de 2019 - Formatos: CD, digital download, LP - Gravadora: MKVA    | -        | -        | -        | -        | -        | -        |

### Extended plays
| EPs        | Detalhes                                                                                              |
| ---------- | --- |
| Clash      | - Lançou em: 2011 (FR), 27 de Fevereiro de 2012 (US) - Formatos: Digital download - Gravadora: Wagram |
| Wonderland | - Lançou em: 20 de Maio de 2016 - Formato: Digital download - Gravadora: Wagram                       |

### Singles
| Música                 | Ano  | Posições | Álbum           |
| Música                 | Ano  | FRA      | Álbum           |
| ---------------------- | ---- | -------- | --------------- |
| "Jolie Coquine"        | 2008 | 192      | Caravan Palace  |
| "Dragons"              | 2008 | —        | Caravan Palace  |
| "Suzy"                 | 2009 | —        | Caravan Palace  |
| "Milkshake"            | 2011 | —        | Sem álbum único |
| "Kleptomanie"          | 2011 | —        | Sem álbum único |
| "Clash"                | 2012 | —        | Panic           |
| "Rock It for Me"       | 2012 | —        | Panic           |
| "Dramophone"           | 2012 | —        | Panic           |
| "Comics"               | 2015 | —        | <I°_°I>         |
| "Lone Digger"          | 2015 | 144      | <I°_°I>         |
| "Aftermath" / "Mighty" | 2016 | —        | <I°_°I>         |
| "Wonderland"           | 2016 | —        | <I°_°I>         |
| "Midnight"             | 2016 | —        | <I°_°I>         |
| "Black Betty"          | 2017 | —        | Sem álbum único |
| "Miracle"              | 2019 | —        | Chronologic     |
| "About You"            | 2019 | —        | Chronologic     |
| "Plume"                | 2019 | —        | Chronologic     |
| "Supersonics"          | 2019 | —        | Chronologic     |

### Videoclipes
| Ano  | Música           | Diretor                                      | Álbum          |
| ---- | ---------------- | -------------------------------------------- | -------------- |
| 2009 | "Suzy"           | Sem dados                                    | Caravan Palace |
| 2009 | "Jolie Coquine"  | Sem dados                                    | Caravan Palace |
| 2012 | "Rock It for Me" | Guillaume Cassuto, Ugo Gattoni, Jeremy Pires | Panic          |
| 2012 | "Dramophone"     | Frédéric de Ponchara                         | Panic          |
| 2015 | "Comics"         | Soandsau                                     | <I°_°I>        |
| 2015 | "Mighty"         | Sem dados                                    | <I°_°I>        |
| 2015 | "Lone Digger"    | Double Ninja                                 | <I°_°I>        |
| 2016 | "Wonderland"     | Kevin Phung                                  | <I°_°I>        |
| 2016 | "Midnight"       | Andy Collet                                  | <I°_°I>        |